# Pristipomoides freemani
Pristipomoides freemani är en fiskart som beskrevs av Anderson, 1966. Pristipomoides freemani ingår i släktet Pristipomoides och familjen Lutjanidae. IUCN kategoriserar arten globalt som livskraftig. Inga underarter finns listade i Catalogue of Life.